# Der Garten der Lüste (Bosch)
Der Garten der Lüste ist ein vielfach rezipiertes Werk des niederländischen Malers Hieronymus Bosch. Das Triptychon in den Maßen 220 × 390 cm (Öl auf Eichenholz) entstand vermutlich etwa zwischen 1490 und 1500. Es befindet sich heute im Museo del Prado in Madrid.
Die Mitteltafel des Werks zeigt den namengebenden Garten der Lüste. Der linke Flügel zeigt den Garten Eden mit Gott und Adam und Eva, der rechte Flügel die Hölle. Die Rückseiten der beiden Flügel zeigen den dritten Tag der Schöpfung der Welt, als Gott nach der biblischen Überlieferung Land, Meer und Pflanzen schuf.

Gesamtansicht, innen

## Geschichte
Der Garten der Lüste ist nicht signiert, jedoch wird die Zuschreibung zu Hieronymus Bosch nicht bezweifelt. Seine Entstehungszeit ist Gegenstand anhaltender Debatten. Wegen der stilistischen Nähe zum Triptychon der Anbetung der hl. drei Könige, dessen Entstehung aufgrund der Identifizierung der Stifter datiert werden kann, wird der Entstehungszeitraum zwischen 1490 und 1505 angenommen. Das Triptychon befand sich nachweislich im Sommer des Jahres 1517 im herzoglichen nassauischen Palast in Brüssel. Als Auftraggeber wird seit Gombrich und Steppe (1967) Engelbert II. angenommen. Im Laufe des 16. Jahrhunderts gelangte es an Philipp II. von Spanien.

## Beschreibung

### Außenseite: Die Schöpfung der Welt

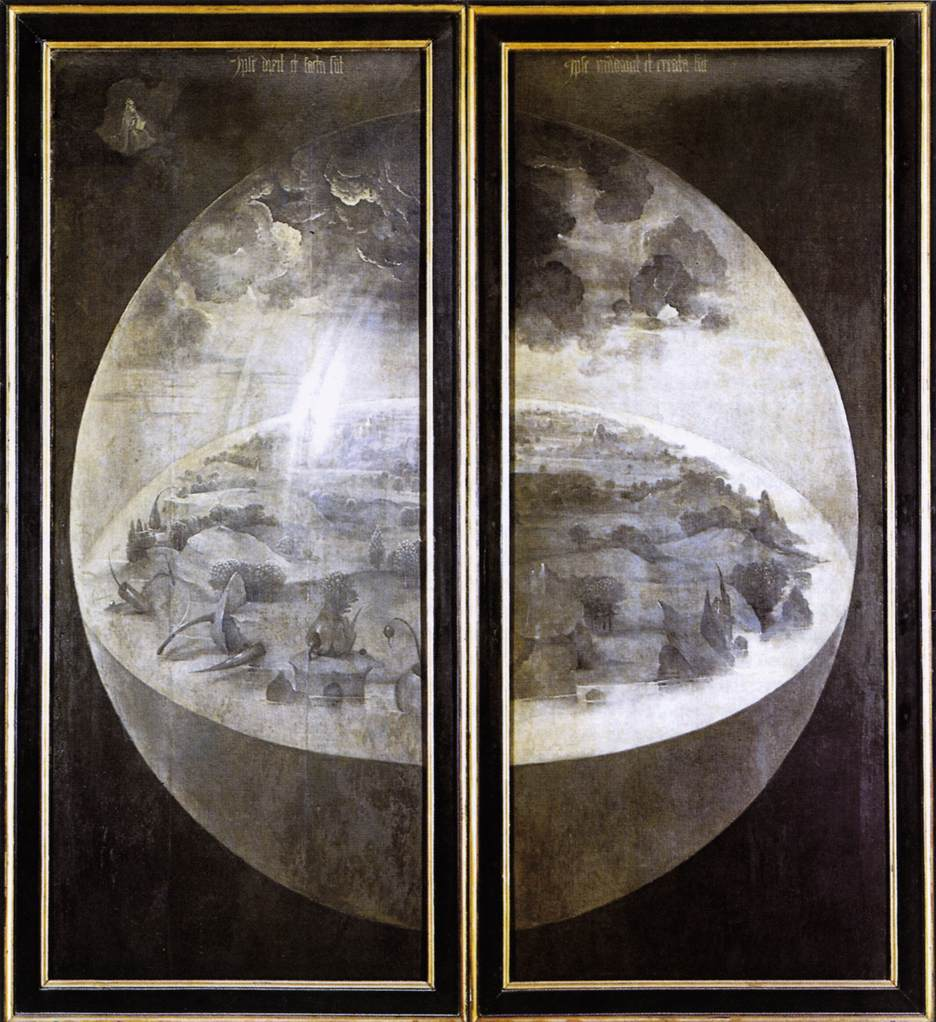
Außenflügel

In zugeklapptem Zustand erscheint auf den Rückseiten der beiden Flügel das Bild der Erdscheibe, die in einer durchsichtigen Kugel schwebt. Gottvater ist in der linken oberen Ecke abgebildet, die Überschrift zitiert Ps 33,9 : „Ipse dixit, et facta sunt. Ipse mandavit, et creata sunt“. („Er sprach es und sie wurden gemacht. Er befahl es und sie wurden erschaffen.“) Gezeigt wird der dritte Tag der Schöpfungsgeschichte: Gott hat Land und Meer voneinander getrennt und die ersten Pflanzen geschaffen.

### Linker Flügel: Der Garten Eden

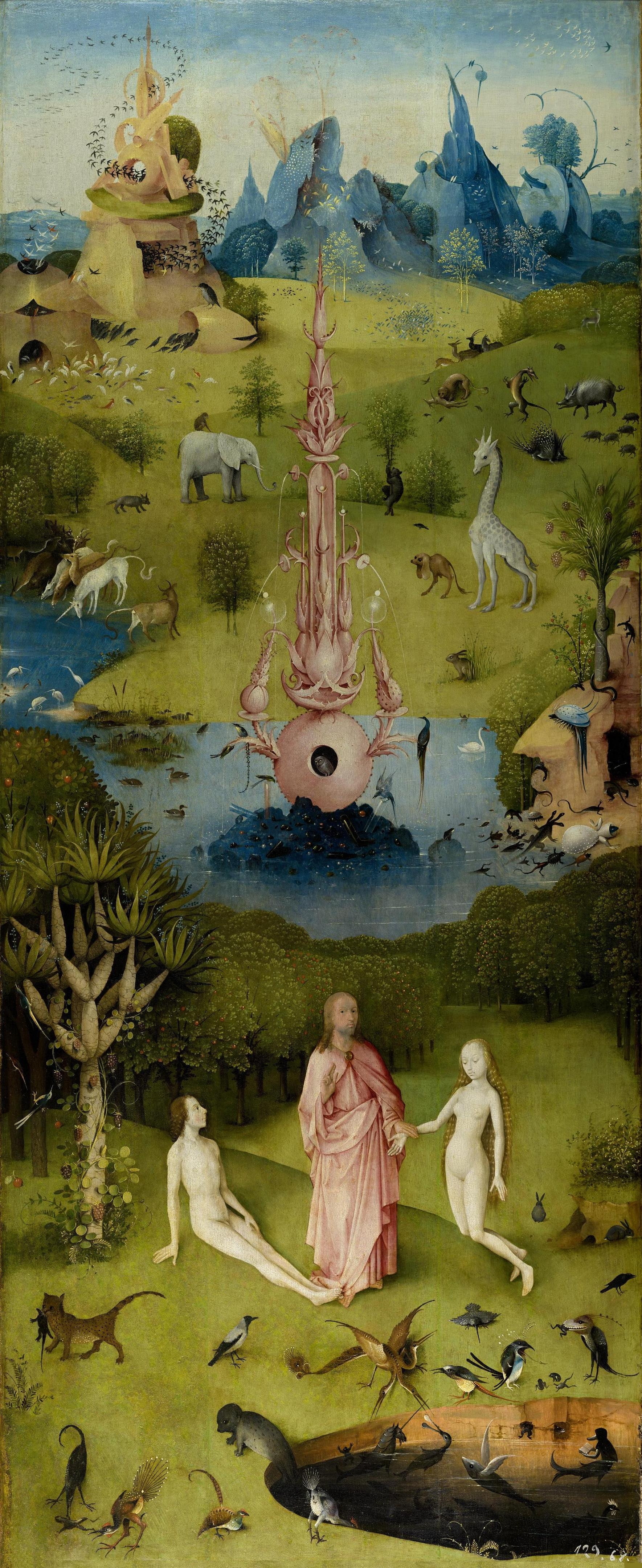
Linker Innenflügel

Im unteren Bildteil des linken Flügels hat Bosch die Erschaffung Evas nach dem biblischen Schöpfungsbericht (Gen 1,27  und Gen 2,20-25 ) in Szene gesetzt. Die drei Figuren Adam, Gott – allerdings in Gestalt Jesu – und Eva sind durch Berührungen miteinander verbunden. Die Schlange, Inbegriff für den Sündenfall, ist entfernt am rechten mittleren Bildrand sich um einen Baum schlängelnd dargestellt.
Daneben präsentiert das Bild eine Reihe fantastischer Einfälle: Ein Berg im Hintergrund scheint Unterschlupf für zahllose Vögel zu sein, die aus ihm herausfliegen, in die Ferne schweifen und zurückkehren. In der Mitte befindet sich in einem klaren Teich ein bizarrer Brunnen, der Lebensbrunnen, in dessen Innern eine Eule sitzt. Um den Teich herum sind zahlreiche Tiere gemalt, die meisten von ihnen friedlich. Vorlage für die Darstellungen waren möglicherweise Bestiarien – exotische Tiere wie Giraffe und Elefanten waren Bosch vermutlich nicht aus eigener Anschauung bekannt. Auch fantastische Wesen wie das Einhorn und drachenähnliche Wesen haben Eingang in diese Kompendien gefunden und wurden ebenso ernst genommen wie reale Tiere. Ein hundeähnliches Phantasiewesen mit zwei Beinen ist zu sehen. Unheil deutet sich schon im Paradies an: einem Pfuhl mit trübem Wasser am unteren Rand entschlüpfen hässliche Kreaturen.

### Mitteltafel: Der Garten der Lüste

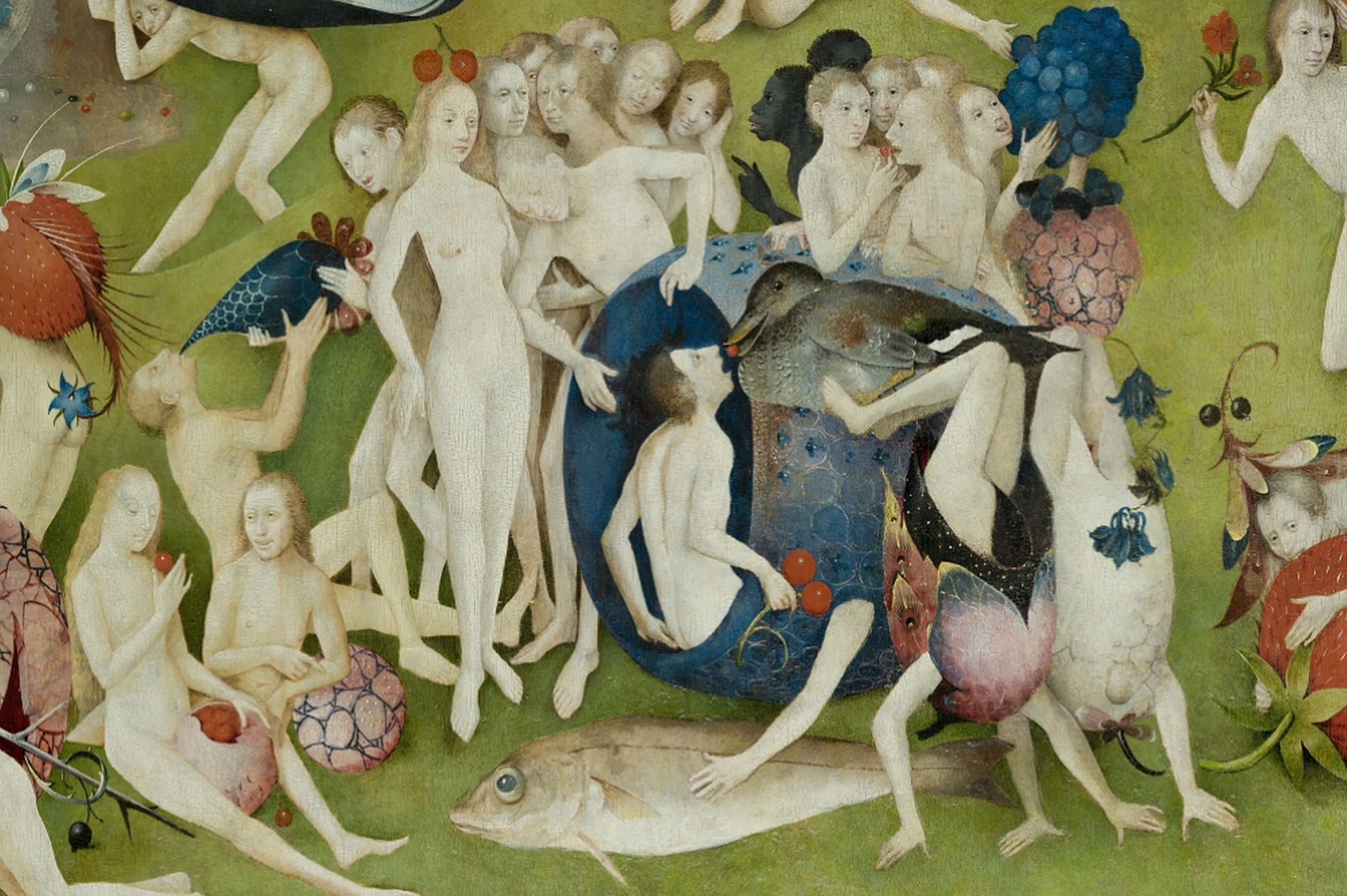
Bildausschnitt Mitteltafel

Bosch zeigt auf der Mitteltafel ein fried- und freudvolles Beisammensein von Menschen, die unbekleidet miteinander agieren, sprechen, zusammenstehen. Sie sind eingebettet in eine liebliche Natur, die von – teils fantastischen – Tieren und Pflanzen bevölkert ist. Um einen kreisförmigen Teich, in dem nackte Frauen baden, reiten Männer gegen den Uhrzeigersinn auf zum Teil exotischen und fantastischen Tieren; am linken Rand des Bildes sitzen zwischen den Menschen übergroße Vögel (Eisvogel, Wiedehopf, Grünspecht, Rotkehlchen und Stieglitz). Im Hintergrund sind fünf fantastische Architekturen im Wasser, wovon die mittlere an die vier Paradiesflüsse im Paradies des linken Flügels erinnert, wobei die Eule hier durch Menschen in eindeutigen sexuellen Posen ersetzt wird. Es gibt weitere skurrile Bildelemente.

### Rechter Flügel: Die Hölle

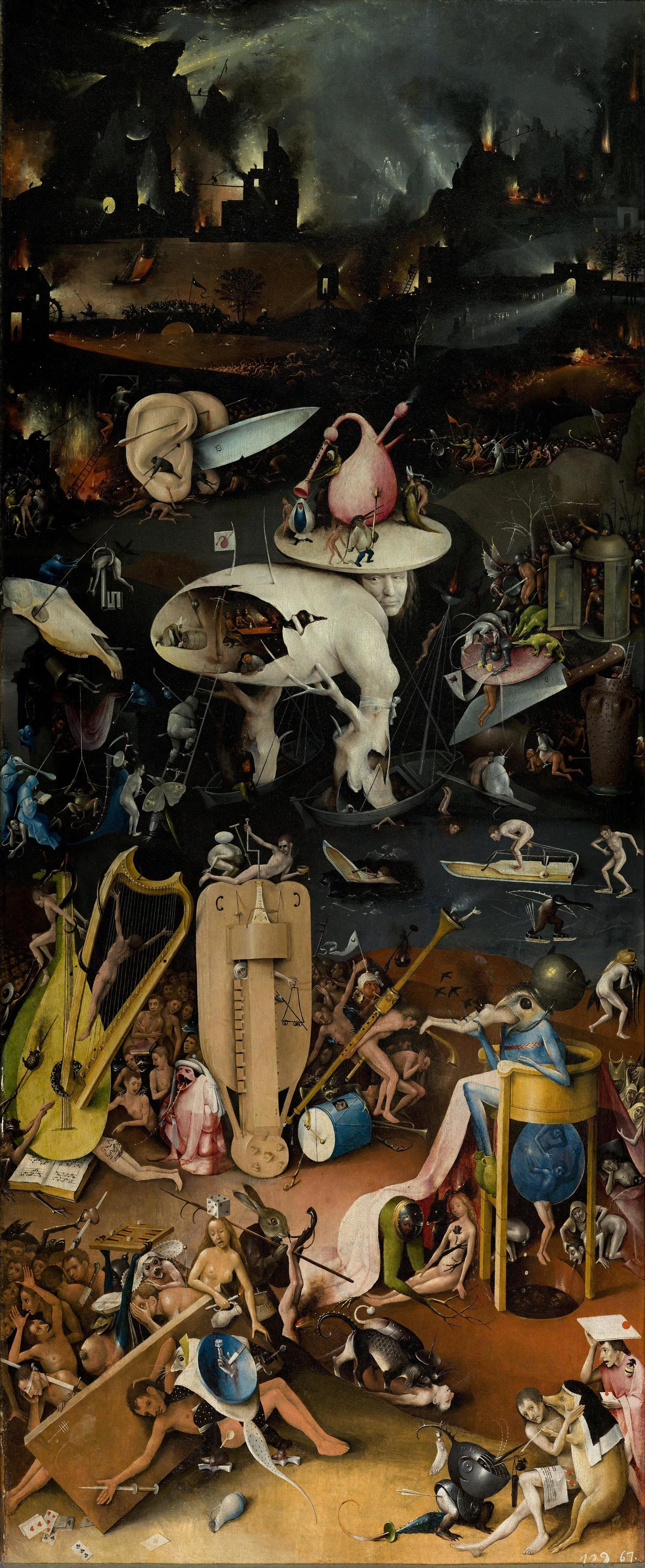
Rechter Innenflügel

Im rechten Innenflügel ist die Hölle abgebildet, wegen der Darstellung von Musikinstrumenten als Marterinstrumente auch als „Die musikalische Hölle“ für Sünder, die sich weltlicher Musik verschrieben haben, bezeichnet. Die Bestrafungen werden anhand der jeweiligen Sünde bemessen. Während die Wollust im mittleren Garten der Lüste überwiegt, werden im rechten Flügel der Hölle die Kardinalsünden bestraft.
Im unteren, helleren Bildteil ist ein Schreckensszenario dargestellt. Man sieht eine wehrlose Person in die Saiten einer Harfe eingespannt, eine andere wird von einem großen Pommer (Blasinstrument) niedergedrückt, eine weitere liegt unter der Laute gefangen, auf ihr Hinterteil sind Noten geschrieben, nach der die Umstehenden unter Anleitung eines Monsters singen müssen. Rechts neben dem Monster ist eine Drehleier zu sehen. Für die Habgier sitzt neben der Szene ein vogelähnliches Wesen mit einem Kessel auf dem Kopf (Symbol, sich gegen den Himmel und göttliche Einflüsse abzuschirmen) auf einer Art Toilettenstuhl und verschlingt Menschen, die es in eine Sickergrube ausscheidet, die allerlei Ekel bietet: während eine Person dorthinein Goldmünzen ausscheidet, wird eine andere gezwungen, sich in diesen Pfuhl zu erbrechen. Das Chaos am umgestürzten Tisch im unteren Bereich des Bildes prangert offensichtlich Spielsucht und Falschspiel an. Versteckt wird in der linken Ecke die Enthauptung eines Menschen angedeutet. In der rechten Ecke versucht ein Mensch, sich gegen ein mit der Oberbekleidung einer Nonne bedecktes Schwein zur Wehr zu setzen. Ein Schriftstück liegt ihm auf den Knien; ein Wesen, das seine Gesichtszüge hinter dem heruntergelassenen Visier eines Helmes verbirgt, reicht Tinte und Feder. Der bedrängte Mann soll anscheinend etwas unterschreiben. Rechts hiervon ist die einzig komplett bekleidete Person des Werkes abgebildet.
In der Bildmitte zieht eine helle Figur – halb Baum, halb Mensch – den Blick auf sich. Sie fußt auf zwei kleinen Booten, die im Eis festgefroren sind. Sein dem Betrachter zugewandtes, leicht ironisches Gesicht ist auf einem Korpus montiert, der an ein geborstenes Ei erinnert. Auf seiner Kopfbedeckung, einem Mühlstein, steht mittig ein hellroter Dudelsack, Symbol für sexuelle Begierde. Um diesen herum führen vier Wesen Menschen an ihren Händen: Der „Spottvogel“, die „Hoffart“ (Hochmut), der Bär (Symbol für „Zorn“) und eine dickliche Figur, die in eine abweisende Hülle eingebunden ist, möglicherweise ein Geldsack, der Habgier symbolisiere. In dem geborstenen Ei-Körper tummeln sich in Anspielung auf die Gefräßigkeit Personen in einer Wirtshausszene.

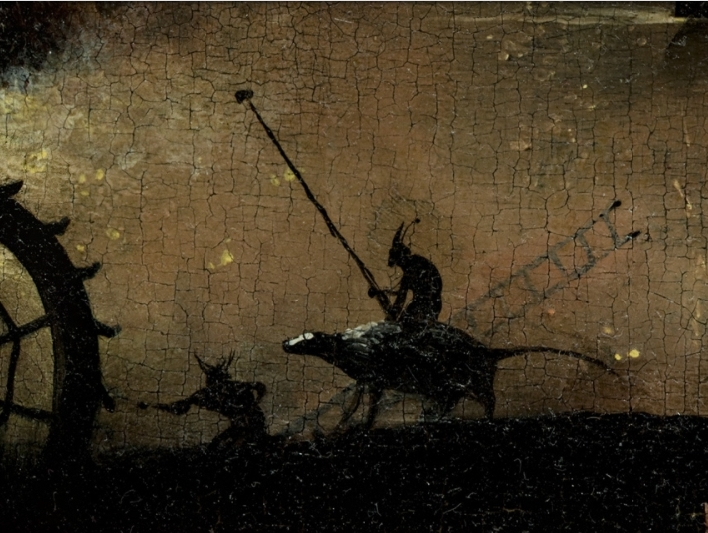
Detail

Oberhalb des Baummenschen ist ein Messer in zwei überdimensionale Ohren eingespannt. Die Ohren sind von einem Pfeil durchbohrt, ihre Bedeutung ist nicht eindeutig, es kann sich um einen Hinweis darauf handeln, dass den Geboten Gottes nicht gehorcht wurde. Dämonen zerren Menschen unter die Klinge und legen sie zurecht, damit diese von der Schneide erfasst werden. Im rechten Teil des Bildes – auch hier ist ein überdimensionales Messer in Szene gesetzt – werden Menschen in Ritterrüstung gequält und von Höllenhunden zerfleischt, darunter nackte Personen zu Reittieren abgerichtet.
Der obere Bildteil zeigt eine ruinenartige Stadtlandschaft. Im Dunkel der Nacht erhellen Feuerschein und andere Lichtquellen auf gespenstische Weise die Szenerie. In ihr bewegen sich einzelne schemenhafte Gestalten. Unter dem Baummenschen werden die Neidischen in eisiges Wasser getaucht. Die Spielsucht wird durch Brettspiele symbolisiert. Der stark in der Kritik stehende Klerus wird durch das Schwein mit Nonnenschleier dargestellt, das in der unteren rechten Ecke einen nackten Mann umarmt.
Im mittleren linken Bildteil ist unterhalb der Harfe das Hinterteil einer Person zu sehen, auf dem einige Notenzeilen geschrieben sind. Die dort dargestellte Melodie wurde unter Namen wie Butt Music oder Butt Song durch die Videoplattform YouTube bekannt.

## Interpretationen der Mitteltafel „Garten der Lüste“
Der lange Zeit anhaltenden Interpretation der Mitteltafel als Warnung gegen die Todsünde Wollust setzte 1947 erstmals der Kunsthistoriker Wilhelm Fraenger eine völlig neue Sicht entgegen: Er deutete die Darstellung als utopisches Traumbild eines Liebes-Paradieses. Sexualität wird von Fraenger als von positiven Emotionen getragenes, behutsames Spiel betrachtet. Überall seien überdimensionale Früchte, vornehmlich Erdbeeren, Vogel-Kirsche, Himbeeren und Brombeeren platziert, Zeichen der Lebensfülle und der Erotik. Sogar Dämonen, die im oberen Teil des Bildes neben dem Lebensbrunnen planschen – sein Unterbau ist eine große Waldbeere – geben sich in seiner Interpretation der positiven Stimmung hin.
Fraengers Beitrag wurde als originelle Anregung oft aufgegriffen, von Seiten der Kunsthistoriker aber fast durchweg abgelehnt. Zum einen wurde auf die vielen Momente der Belächelung in Boschs Bild verwiesen, die einer ernsthaften Vorstellung von einer „heilen Welt“ entgegenstünden. Zum anderen sei Fraenger unhistorisch vorgegangen, da die Idee einer unterdrückten Sexualität, die befreit werden könne, vorwiegend aus der ersten Hälfte des 20. Jahrhunderts stamme (Sigmund Freud, Wilhelm Reich etc.) und zu Boschs Zeiten völlig fremd gewesen sei.
Der Kunsthistoriker Erwin Pokorny verweist in seiner Analyse darauf, dass zu Boschs Zeiten das „Paradies im Jenseits“ eine Glaubensrealität war wie die „Hölle im Jenseits“. Er führt Belege dafür an, dass Bosch sich von einer auf Fantasie gegründeten Sehnsucht nach einem jenseitigen Paradies distanziert. Nichts-Tun, die naive Vermischung oder gar Gleichsetzung von menschlichen Körperteilen mit überdimensionalen Früchten, Akrobatik, soziales Schaulaufen und Langeweile würden von Bosch ironisch ausgebreitet. Nach Pokorny zeigt Bosch also, wie leicht eine Sehnsucht vor allem eines werden kann: ein Spiegel der Kurzsichtigkeiten der Sehnsüchtigen.

## Deutungsansatz „Ironie und Aufklärung“

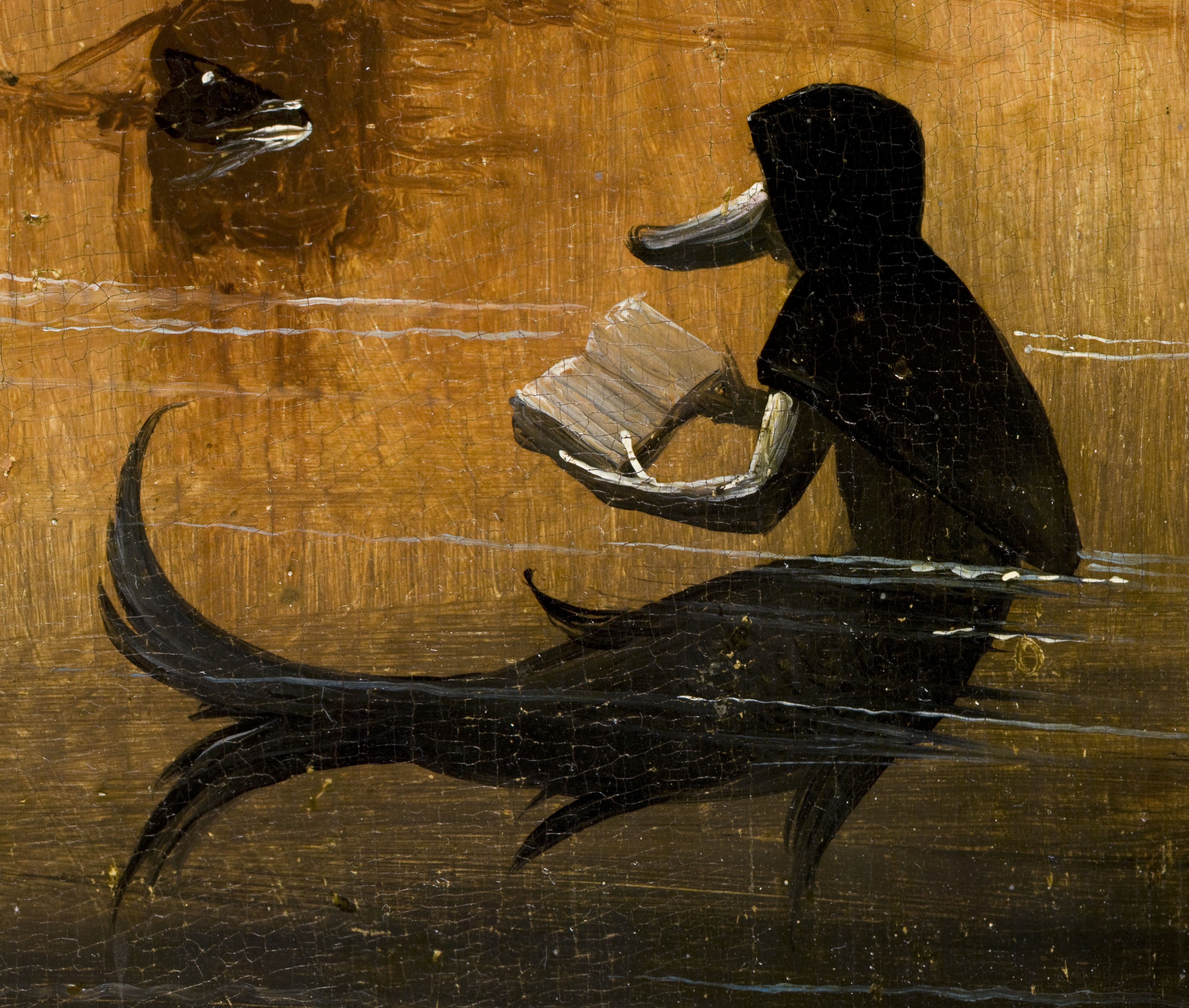
Ein Mischwesen, das ein Buch liest; rechts unten im linken Flügelbild „Das Paradies“.

Neuere kunsthistorische Beiträge heben den ironischen Charakter der drei Teilbilder des „Gartens der Lüste“ hervor. So sind im linken Bild „Adam und Eva im Paradies“, nicht nur Tiere einer verkehrten Welt zu sehen, wie ein großer Vogel mit drei Köpfen und ein Fisch mit gefiederten Flügeln, sondern auch ein schriller Anachronismus. Unten rechts, im Teich, steht eine Person mit einem großen Entenschnabel statt Nase und mit ihrer unteren Körperhälfte durch einen Fisch verdeckt. Sie ist bekleidet mit einer kurzärmeligen Jacke mit Kapuze. Vor sich in ihren Händen hält sie ein geöffnetes dickes Buch, in dem sie anscheinend liest (siehe Abb.). Durch das Zeigen dieses weiteren, wenn auch nur halben, Menschen mit Kleidung und Buch beseitigt Bosch die übliche Distanz zwischen Bild und Betrachter. Mit dem Kontrast zwischen der gedachten Welt des Paradieses und der realen Welt der Bücher ermöglicht Bosch dem Betrachter eine Position des aufgeklärten Beobachters. Mit dem Mittel der Ironie wird daran erinnert, dass das Bild des Paradieses schließlich seinen Ursprung in einem Buch hat, der Genesis.

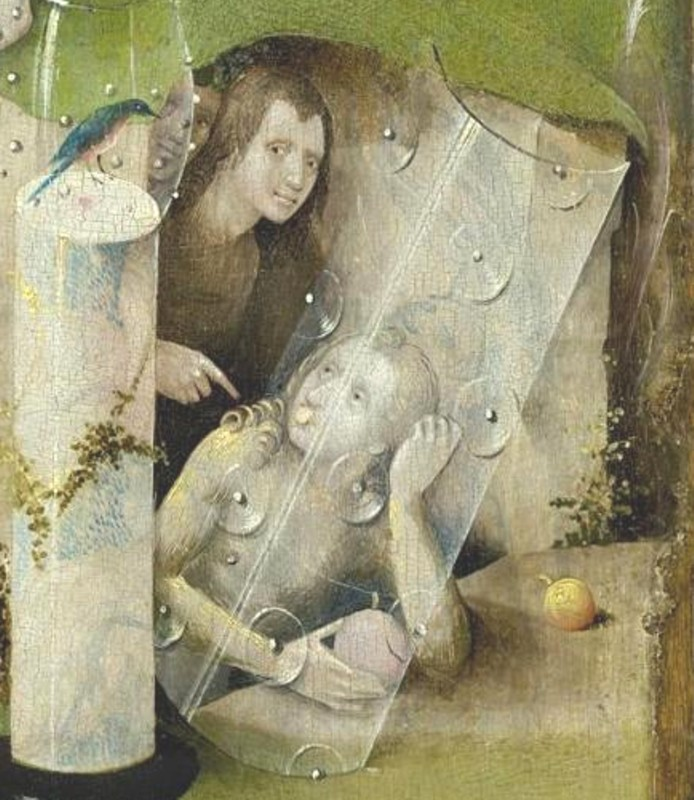
Bekleidete Person, rechts unten im Bild des Hauptbildes „Garten der Lüste“

Ein vergleichbarer Anachronismus befindet sich auch im Hauptbild „Garten der Lüste“, und zwar wieder unten rechts. Hier sieht man die einzige bekleidete Person des Hauptbildes, wie sie aus einer Höhle heraus direkt auf den Betrachter zurückblickt und dabei mit ironischem Gesichtsausdruck und ausgestrecktem Zeigefinger auf die nackte Frau vor ihm hinweist (siehe Abb.). Auch hier wird also ein Kontrast zwischen Traumwelt und Gegenwart angedeutet, und dem Betrachter die Möglichkeit eines kritischen Beobachters dieser Fantasie-Welt geboten.

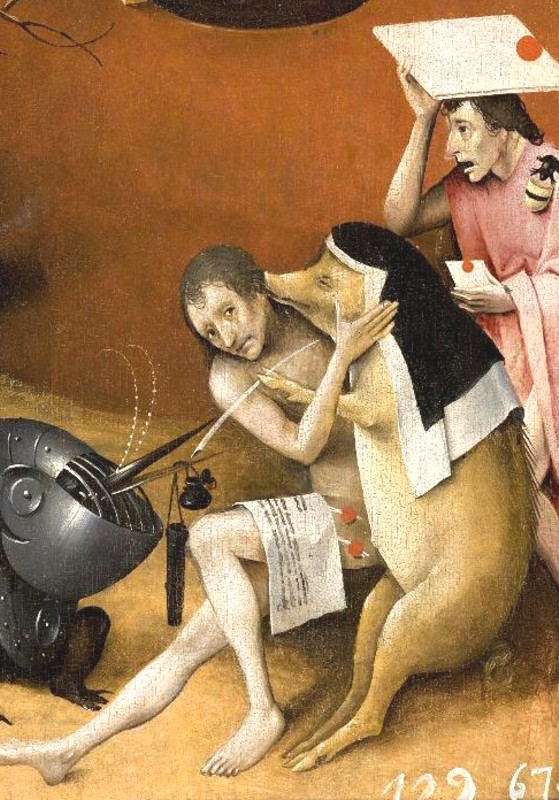
Dokumente mit Siegel, Schreibfeder, rechts unten im Bild des rechten Flügels „Die Hölle“

Das rechte Bild, die „Hölle“, zeigt unten rechts einen dritten Anachronismus. Papierdokumente mit Siegelabdrücken und eine Schreibfeder sind Gegenstände der irdischen Geschäftswelt (siehe Abb.). Außerdem drängelt das Schwein mit der Schreibfeder durch Schmeichelei (Lutschen am Ohrläppchen) und nicht durch Drohung. Zum dritten Mal sieht also der Betrachter seine reale Gegenwart in ein Fantasiebild hineingemalt. Er kann also, sofern ihm dies liegt, Erfindung und Wirklichkeit gleichzeitig im Blick haben, eine typische Errungenschaft von Renaissance und Aufklärung.

## Rezeption im 20. Jahrhundert
Deep Purple veröffentlichte auf ihrem dritten Studioalbum Deep Purple III (1969) auf dem Gatefold-Cover den Garten der Lüste in schwarz-weiß, in das ein kleines Bild der Band eingearbeitet wurde.
Auch die Toten Hosen nutzten einen Teil desselben Bildausschnitts für eine Single Veröffentlichung 

Single Cover für Kein Alkohol ist auch keine Lösung

In Arno Schmidts Dialogroman Abend mit Goldrand (1975) ist Der Garten der Lüste das vielfach und vieldeutig referenzierte Hauptkunstwerk.
Rainer Werner Fassbinder verwendete Bildmotive aus dem Der Garten der Lüste als Bildhintergrund bei Darstellungen von biblischen Szenen im Epilog (14. Folge) seiner Filmserie Berlin Alexanderplatz (1980).
Das Frontbild des Platten-Albums Into the Pandemonium (1987) der Schweizer Metal-Band Celtic Frost zeigt den düsteren, rechten oberen Teil des Gemäldes.
Der Garten der Lüste wurde von Blanca Li choreografiert: „Le jardin des délices“, Festival Montpellier Danse 2009.

## Filme
- Hieronymus Bosch – Garten der Lüste. (OT: El Bosco. El jardín de los sueños.) Dokumentarfilm, Spanien, 2016, 84:03 Min., Buch: Cristina Otero Roth, Regie: José Luis López-Linares, Produktion: López-Li Films, Mondex & Cie., Museo Nacional del Prado, deutsche Erstsendung: 14. Oktober 2018 bei arte unter dem Alternativtitel: Das Hieronymus Bosch Mysterium, Inhaltsangabe von ARD, Vorschau, 3:13 Min. von filmstarts.de, Internet-Video von Internet Archive. 
 Mit Interpretationen u. a. von dem spanischen Maler und Bildhauer Miquel Barceló, dem chinesischen Bildhauer und Maler Cai Guo-Qiang, dem amerikanischen Dirigenten und Cembalisten William Christie, dem französischen Philosophen und Schriftsteller Michel Onfray, dem türkischen Schriftsteller Orhan Pamuk und dem indisch-britischen Schriftsteller Salman Rushdie.

- Der Garten der Lüste.  (Alternativtitel: Jérôme Bosch.) Dokumentarfilm, Deutschland, 2002, 27 Min., Buch und Regie: Stephan Bleek, Produktion: zb Media, arte, Erstsendung: 21. Dezember 2002 bei arte[10], Inhaltsangabe von zb Media.